# Manuel Guasp
Manuel Guasp i Pujol (Palma de Mallorca, 1849 - id., 1924) fue un jurista y político español. Miembro del Partido Conservador y devoto de Antonio Maura, fue el jefe de los conservadores en Mallorca desde 1914 hasta su muerte. También colaboró con Manuel Milá en su Romancerillo catalán y las transcripciones de fonética balear. Fue diputado provincial de 1879 a 1890, alcalde de Palma de Mallorca de 1887 a 1891 y diputado al Congreso por el distrito electoral de Palma en las elecciones generales de 1893. En 1916 fue miembro de la Comisión Foral de Mallorca designada por la Diputación y encargada de redactar la regulación de las instituciones jurídicas especiales mallorquinas en el Código Civil español, pero votó en contra de la conservación del código foral mallorquín, salvo el régimen matrimonial de separación de bienes.